# Hugo I. von Werdenberg-Heiligenberg

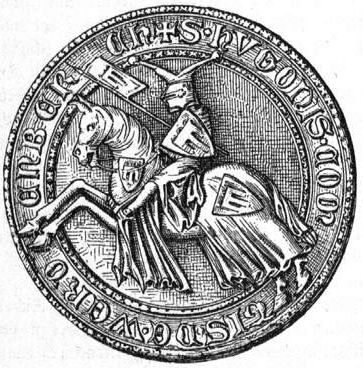
Siegel des oberschwäbischen Landvogts, des Grafen Hug von Werdenberg mit Montfortscher Kirchenfahne im Schild

Graf Hugo I. von Werdenberg-Heiligenberg († 7. Dezember 1280) war ein über die Grafen von Montfort von den Pfalzgrafen von Tübingen abstammender Graf.

## Leben und Wirken
Graf Hugo I. war ein Sohn des Rudolf I. von Montfort-Werdenberg († 1243). Er wurde mit seinem Bruder Hartmann I. von Werdenberg zum ersten Mal 1254 als Zeuge in einer Kiburger Urkunde genannt. Seine Mutter Clementa war eine Schwester Graf Hartmanns des Jüngeren von Kiburg, wodurch der Name Hartmann erstmals in das Geschlecht der Werdenberger kam.
Graf Hugo I. übernahm gemeinsam mit dem Grafen Rudolf I. von Habsburg, dem Neffen des älteren Grafen Hartmann von Kiburg, die Vormundschaft über die kiburgische Erbin Anna, die Tochter des jüngeren Hartmann. Er wurde in dieser Stellung von 1264 bis 1272 in Verbindung mit dem Habsburger oft urkundlich erwähnt. Die beiden Grafen fanden sich auch zusammen in einer Fehde gegen den Grafen Rudolf I. von Montfort und gewannen den Abt von St. Gallen, Berchtold von Falkenstein, 1267 oder 1271 zu ihrem Verbündeten.
Nachdem Graf Rudolf I. von Habsburg zum römischen König gewählt worden war, übertrug er dem befreundeten Werdenberger die Landvogtei Oberschwaben mit dem Auftrag, das dem Reiche Entfremdete zurückzufordern. Schon am 14. März 1274 urkundete Hugo als judex provincialis superioris Sveviae und übernahm – gewöhnlich unter dem Titel eines Landgrafen – die Verwaltung dieser Gebiete bis zu seinem Tode. Auf dem Feldzug gegen Ottokar von Böhmen stand er an König Rudolfs Seite und erschien nachher oft als Zeuge in dessen Umgebung. Der Ankauf von Heiligenberg ist durch Rudolf vermittelt worden. Eine zwiespältige Abtwahl im Kloster St. Gallen benutzte Hugo, um den großen Hof Bütswil und die Stadt Lichtensteig im Thurtal als Pfand in seine Hand zu bringen und dadurch mitten im Gebiet der kräftigen Toggenburger Grafen eine feste Stellung zu gewinnen.

## Familie
Er heiratete Mechtild von Neuffen und hatte mit ihr folgende Kinder:
- Graf Hugo II. von Werdenberg-Heiligenberg ⚭ Eufemia von Ortenburg
- Adelheid von Werdenberg ⚭ Johann I. von Lichtenberg (Grabplatte 22 in Lichtenberg, nach 1343)
- Sophie von Werdenberg
- Katharina von Werdenberg
- Johanna von Werdenberg
- Adelheid von Werdenberg ⚭ Eberhard II, Graf von Württemberg

Als Haupt des Hauses Werdenberg führte er die Vormundschaft über die drei Söhne seines früh (vor 1271) verstorbenen Bruders Hartmann von Werdenberg-Sargans.